# リトルバスターズ!R
『リトルバスターズ!R』は、アニメ『リトルバスターズ!』のプロモーションのためのインターネットラジオ番組。
パーソナリティは棗兄・恭介役の緑川光、棗妹・鈴役のたみやすともえ、能美クドリャフカ役の若林直美が勤める。29（肉）日が含まれる週のみ、パーソナリティは緑川光、神奈延年（井ノ原真人 役）が担当する。

## 番組概要
配信サイトおよび配信日
音泉、HiBiKi Radio Station
リトルバスターズ!R　2012年10月5日 - 2014年9月12日 毎週金曜日配信
パーソナリティ
緑川光（棗恭介 役）
たみやすともえ（棗鈴 役）
若林直美（能美クドリャフカ 役）
神奈延年（井ノ原真人 役）

## コーナー
バトルスタート！
ラジオのはじめに「ジャッジ1人」と「バトルする2人」を決めて、送られてきたワードを引いてそのお題でトークバトルを行い、ジャッジの判断でバトルに負けた1人だけが称号がつけられ、その回はその称号に相応しい言動をする。
チーム名はリトルバスターズだ！
もし「リトルバスターズ」のメンバーが野球以外をするならどんなことがあるのかを提案してもらう。
奥深い名言が生まれた
「これは名言っぽい！」という言葉だけを書いて送ってきてもらう。
ミッションコンプリート
リスナーのやる挑戦「ミッション」を送ってきてもらう。
目からゴボウ
「そりゃ目からゴボウだな！」と、間違って覚えてしまったことわざや言葉を紹介。
輝け！短歌コンクール〜演歌じゃないよ短歌だよ〜
アニメでもやっていた、バラバラのワードを合わせてひとつの短歌を作ってみるコーナー

## エピソード
- 第21回放送では神奈延年も含むパーソナリティ4人で放送が行われた。
- 第27回放送のジャッジは緑川光だったがジャッジ棒を使用したところ、棒が緑川自身に倒れたためトークバトルをしていないにもかかわらず敗者になった。
- 第30回は筋肉回であるが緑川光の誕生日のため、たみやすともえ、若林直美も参加した。また、この回はオープニングトークが長引きトークバトルが行われなかった。
- 2014年7月6日にニコニコ生放送『インターネットラジオステーション＜音泉＞10周年記念24時間生放送』内にて当番組が参加番組として配信された。
- 『リトルバスターズ!Blu-rayBOX1・Blu-rayBOX2』の発売（2015年12月23日）を記念して、当ラジオが2015年11月20日にSP回として復活配信された。また、Blu-rayBOX2の初回限定特典として、当ラジオの新規録りおろし収録したCDが封入された[2]。

## ゲスト
- 第59回 - 鈴湯（『リトルバスターズ!〜Refrain〜』OP歌唱担当）
- 第63回 - 北澤綾香（『リトルバスターズ!〜Refrain〜』ED歌唱担当）
- 第80回 - 飯塚晴子（キャラクターデザイン担当）
- 第81回 - 山川吉樹（監督）
- 第99回 - 堀江由衣（直枝理樹 役）

## 公開録音
リトルバスターズ!R 最終回記念 公開録音
- 開催日 - 2014年11月29日[3]
- 会場 - 科学技術館 サイエンスホール
- 出演 - 緑川光、たみやすともえ、若林直美、神奈延年

## 関連商品
ラジオCD 「リトルバスターズ!R」
ゲーム本編であるリトルバスターズ!パーフェクトエディション初回限定版特典。単独では発売されていない。
ラジオCD（単独）
| ラジオCD「リトルバスターズ!R」 | ラジオCD「リトルバスターズ!R」 | ラジオCD「リトルバスターズ!R」          | ラジオCD「リトルバスターズ!R」 | ラジオCD「リトルバスターズ!R」 |
| Vol.                           | 発売日                         | 新規撮り下ろし特別版ゲスト              | 過去配信回                     | 規格品番                       |
| ------------------------------ | ------------------------------ | --------------------------------------- | ------------------------------ | ------------------------------ |
| 1                              | 2013年1月30日                  | 神奈延年                                | 第1回 - 第9回                  | TBZR-0072/0073                 |
| 2                              | 2013年5月29日                  | やなせなつみ（神北小毬 役）             | 第10回 - 第18回                | TBZR-0074/0075                 |
| 3                              | 2013年8月28日                  | 田中涼子（来ヶ谷唯湖 役）               | 第19回 - 第27回                | TBZR-0150/0151                 |
| 4                              | 2014年1月29日                  | すずきけいこ（三枝葉留佳 役）           | 第28回 - 第36回                | TBZR-0189/0190                 |
| 5                              | 2014年1月29日                  | 河原木志穂（西園美魚 役）               | 第37回 - 第45回                | TBZR-0191/0192                 |
| 6                              | 2014年4月30日                  | 櫻井浩美（朱鷺戸沙耶 役）               | 第46回 - 第54回                | TBZR-0216/0217                 |
| 7                              | 2014年7月30日                  | Rita（『リトルバスターズ!』OP歌唱担当） | 第55回 - 第63回                | TBZR-0243/0244                 |
| 8                              | 2014年9月24日                  | 徳井青空（笹瀬川佐々美 役）             | 第64回 - 第72回                | TBZR-0256/0257                 |
| 9                              | 2014年9月24日                  | 織田優成（宮沢謙吾 役）                 | 第73回 - 第81回                | TBZR-0258/0259                 |
| 10                             | 2014年12月24日                 | すずきけいこ（二木佳奈多 役）           | 第82回 - 第90回                | TBZR-0317/0318                 |
| 11                             | 2015年1月28日                  | 堀江由衣                                | 第91回 - 第99回                | TBZR-0319/0320                 |